# موتور مهدي سالاري
موتور مهدي سالاري (بالإنجليزية: Mowtowr-e Mahdi Salari)‏ هي منطقة سكنية تقع في سيستان وبلوتشستان في إيران. يقدر عدد سكانها بـ 75 نسمة .